# Сорін Тенасіє
Євген Сорін Тенасіє (рум. Eugen Sorin Tănasie; 8 червня 1980, Крайова) — румунський боксер, призер чемпіонату Європи серед аматорів.

## Аматорська кар'єра
1998 року Сорін Тенасіє став чемпіоном світу серед молоді.
На чемпіонаті Європи 2002 завоював бронзову медаль.
- В 1/8 фіналу переміг Ріалдаса Скерло (Литва) — RSCO 3
- У чвертьфіналі переміг Ібрагіма Айдогана (Туреччина) — 27-8
- У півфіналі програв В'ячеславу Гожану (Молдова) —18-29

## Професіональна кар'єра
З 2004 року протягом 13 років Сорін Тенасіє провів 23 боя на професійному рингу, 19 з яких завершилися на його користь. 21 грудня 2007 року він зустрівся в бою за титул чемпіона Європи у легшій вазі за версією EBU з бельгійцем Кармело Баллоне і програв технічним нокаутом у 8 раунді. 